# 許誥
許誥（1471年—1534年），字廷綸，號函谷，河南河南府陝州靈寶縣人，明朝政治人物。

## 生平
許進次子。許讚、許論之兄。弘治八年（1495年）乙卯科河南鄉試舉人，十二年（1499年）己未科進士，授戶科給事中，出視延綏軍儲等事，得到明孝宗嘉獎。後彈劾監督中官苗逵貪污罪，進為刑科右給事中。
正德元年（1506年），其父許進擔任兵部尚書，根據明朝法律，大臣之子不能擔任言官職位，於是改為翰林院檢討。當時恰逢許進忤逆劉瑾削籍，許誥亦被謫為全州判官。父喪歸養，久之，因舉薦起用為尚寶司丞。嘉靖年間，起用為南京通政參議，改翰林院侍講學士，升太常寺卿掌國子監。嘉靖十一年（1532年），升吏部右侍郎，同年冬改為南京戶部尚書。十三年（1534年）卒於任，贈太子太保，諡莊敏。

## 著作
許誥著作颇丰，有《通鑑綱目前編》、《图书管见》、《詩考易參》、《宋元史闡幽》、《春秋意见》、《太极图论》、《道統源流錄》、《中庸本意》、《性学篇》等，奉敕撰《大明會典》。

## 家族
曾祖許實，贈户部左侍郎；祖許聚，教谕、贈户部左侍郎。父許進，户部左侍郎。前母张氏，贈淑人；母高氏，封淑人。具庆下。兄許詔（贡士）。弟許讚（進士）、許记、許诗、許词、許誌、許論。